# Universität Osaka

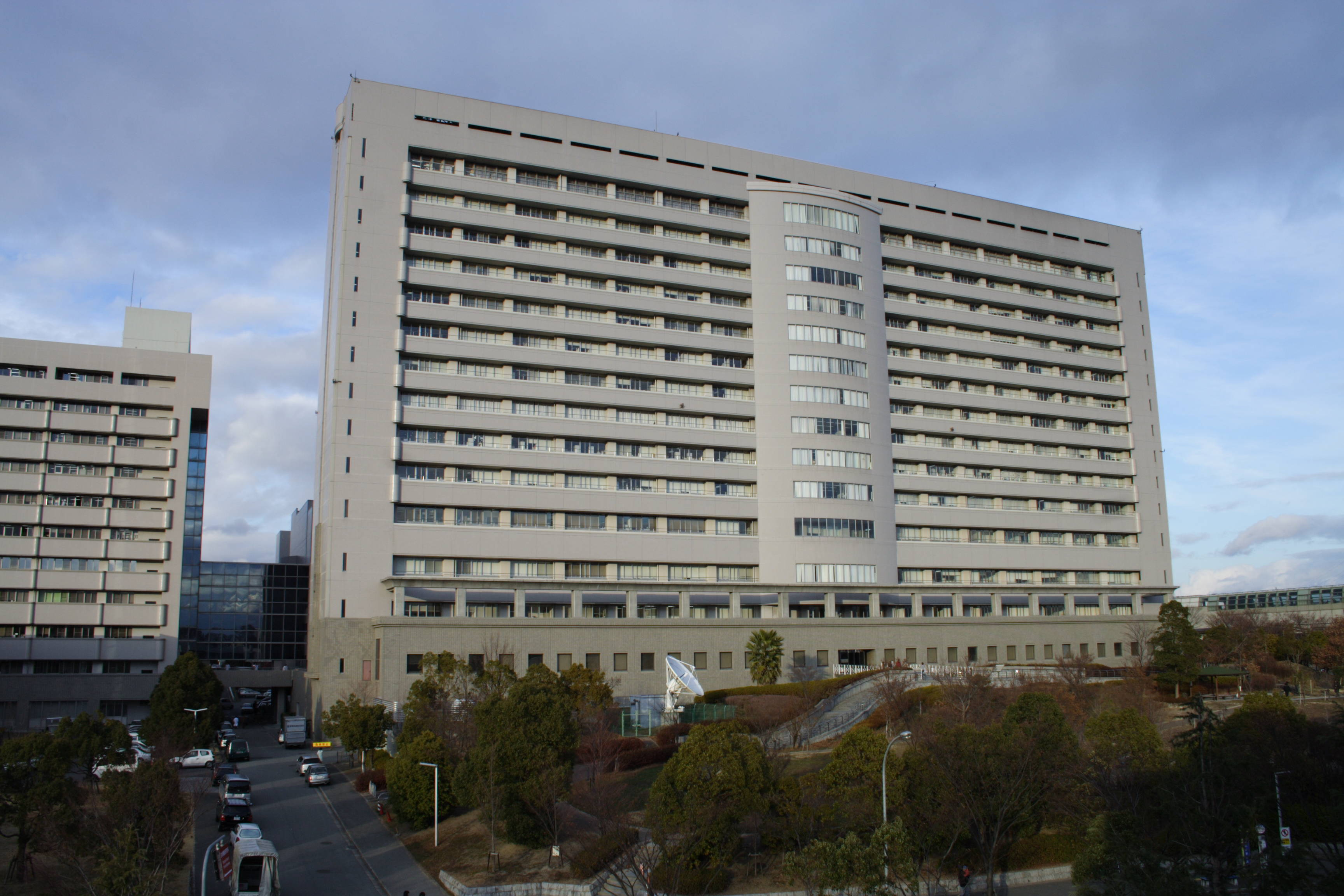
Universitätsklinikum

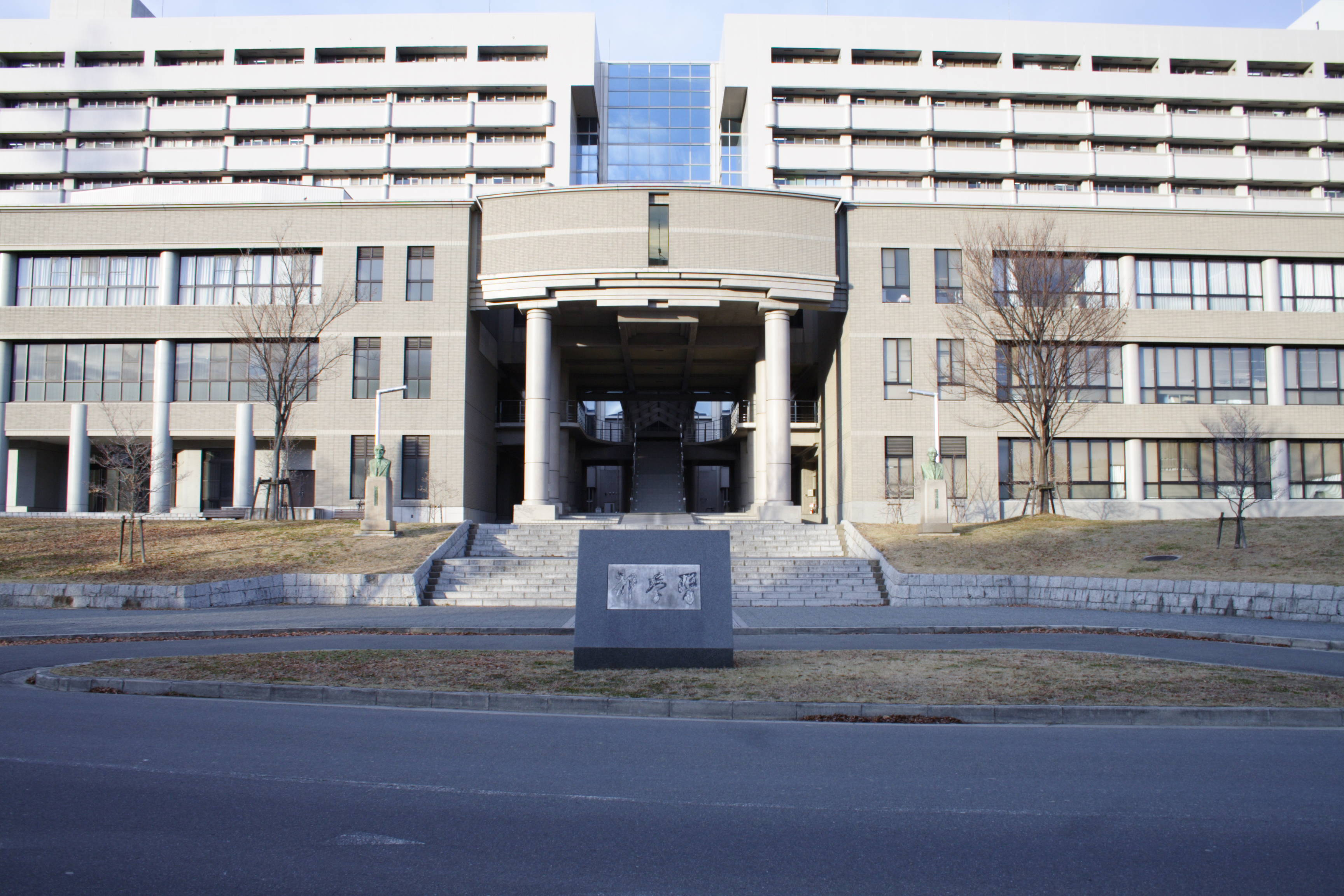
Medizinische Fakultät

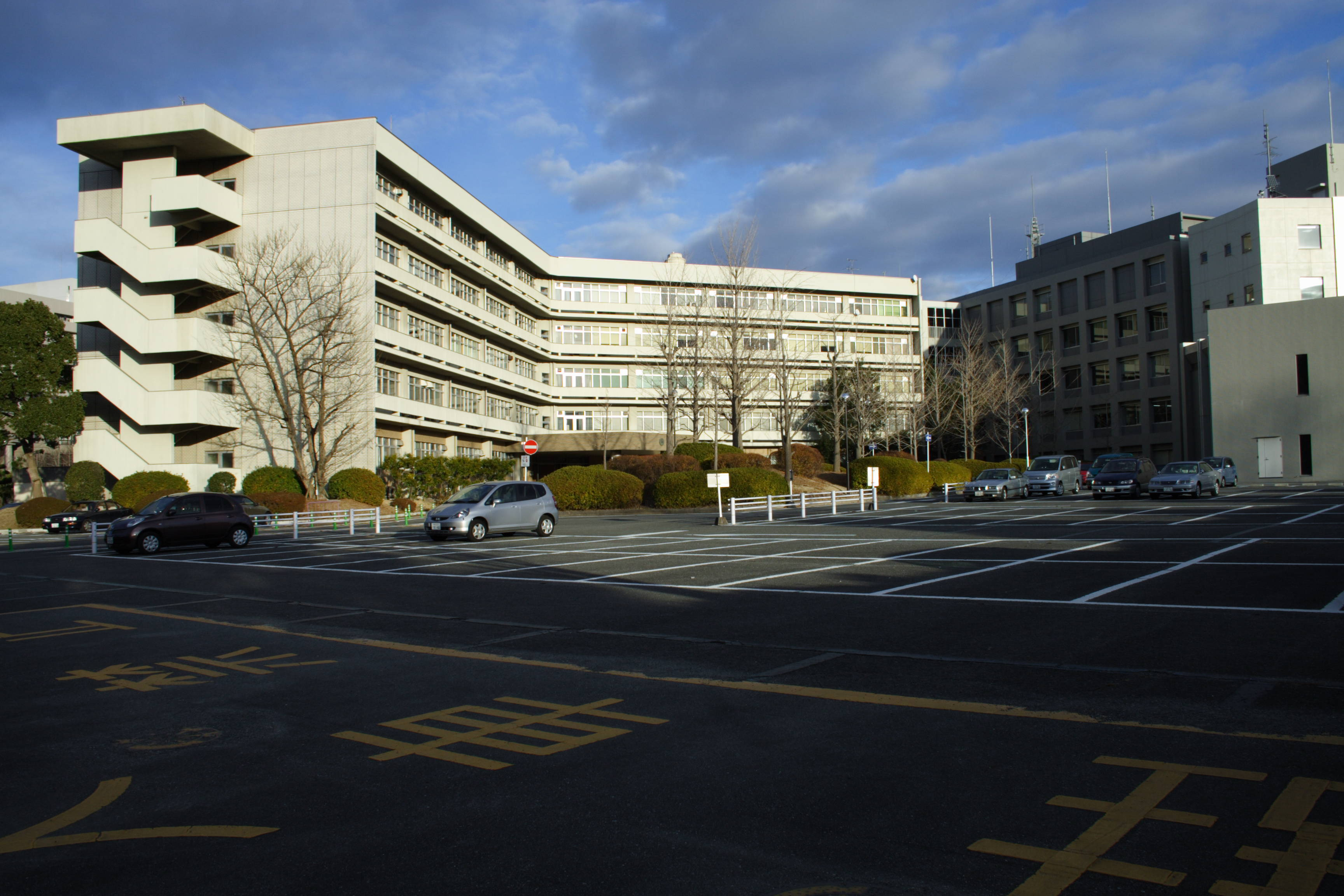
Fakultät für Ethnologie, Erziehungswissenschaft und Psychologie

Die Universität Osaka (japanisch 大阪大学 Ōsaka daigaku), kurz Handai (阪大), ist eine staatliche Universität in Japan. Sie wird zu den prestigereichsten und selektivsten Universitäten des Landes gezählt und war eine der neun kaiserlichen Reichsuniversitäten.
Die elf Fakultäten verteilen sich auf drei Standorte im Norden der Präfektur Osaka. Die Studentenzahl beträgt 23.333 (15.194 Undergraduates und 8.139 im Master- und Doktorkurs, Stand: Februar 2021).

## Standorte
Die Universität hat drei Standorte: Der Campus Suita (34° 49′ 9″ N, 135° 31′ 36,1″ O) liegt in der Nähe des ehemaligen Geländes der Weltausstellung von 1970. Auf dem Campus Suita befinden sich u. a. die naturwissenschaftlichen und ingenieurwissenschaftlichen Fakultäten sowie das Universitätsklinikum. 
Der Campus Toyonaka (34° 48′ 15,5″ N, 135° 27′ 18,8″ O) ist kleiner und befindet sich einige Kilometer entfernt. Dort befinden sich u. a. die Fakultäten für Rechts- und Wirtschaftswissenschaften.
Der Campus Minō (34° 51′ 12,2″ N, 135° 30′ 59,5″ O) ist der Campus der ehemaligen Fremdsprachenuniversität Osaka (大阪外国語大学, Ōsaka gaikokugo daigaku, gegründet 1921), die im Oktober 2007 zur Fakultät für Auslandswissenschaften wurde.

## Geschichte
Ein geistiger Ursprung der Universität ist die Privatschule Kaitokudō (懐徳堂), die 1724 gegründet wurde. Während der Edo-Zeit diente die Kaitokudō als Lehranstalt für die Bürger von Osaka und wurde 1869 geschlossen. 1916 wurde die Schule von der Kaitokudō-Gedenk-Stiftung (Kaitokudō Kinenkai) wiederaufgebaut. Am 14. März 1945, durch den Osaka-Luftangriff im Pazifikkrieg, verlor die Schule ihr Schulgebäude; den Krieg überlebten nur ihre Bücher, die 1949 an die Universität Osaka gespendet wurden. Heute liegt die Kaitokudō-Gedenk-Stiftung bei der Fakultät für Geisteswissenschaft.
Ein anderer Ursprung ist die Privatschule Tekijuku (適塾), die vom Mediziner Ogata Kōan (1810–1863) 1838 gegründet wurde. Die Schule wurde 1869 geschlossen; die Lehrer und Lehrlinge zogen in die neue öffentliche medizinische Schule. Sie erlangte 1919 den Universitätsstatus. 1931 wurde die Universität dann zur Kaiserlichen Universität Osaka (大阪帝国大学 Ōsaka teikoku daigaku), die achte der letztlich neun kaiserlichen Reichsuniversitäten. Sie hatte zuerst zwei Fakultäten: Medizin und Naturwissenschaften. Der erste Campus lag auf der Insel Nakanoshima in der Stadtmitte von Osaka (34° 41′ 31,4″ N, 135° 29′ 27,7″ O). Der Campus wurde bis 1990er benutzt.
1933 wurde die ehemalige Technische Universität Osaka (大阪工業大学, Ōsaka kōgyō daigaku, gegründet 1896) zur Fakultät für Ingenieurwissenschaft (34° 41′ 57,8″ N, 135° 31′ 46,9″ O. Dieser Campus wurde bis 1970 benutzt). 
1947 wurde die Kaiserliche Universität in Universität Osaka umbenannt. 1949 wurde sie mit der Oberschule Osaka (大阪高等学校), Oberschule Naniwa (浪速高等学校; der heutige Campus Toyonaka ist ihr ehemaliger Standort) und Pharmazeutischen Fachschule Osaka (大阪薬学専門学校) zur neuen Universität Osaka zusammengelegt.
Am 1. April 2025 wurde ihr englischer Name von Osaka University in The University of Osaka verändert.
In Deutschland kooperiert die Universität u. a. mit der Goethe-Universität Frankfurt am Main sowie der Universität Bielefeld.

## Fakultäten
- Fakultät für Geisteswissenschaften
- Fakultät für Ethnologie, Erziehungswissenschaft und Psychologie (engl. School of Human Sciences)
- Fakultät für Auslandswissenschaften(engl. School of Foreign Studies)
- Fakultät für Rechtswissenschaft
- Fakultät für Wirtschaftswissenschaften
- Fakultät für Naturwissenschaften
- Fakultät für Humanmedizin
- Fakultät für Zahnmedizin
- Fakultät für Pharmazie
- Fakultät für Ingenieurwissenschaften
- Fakultät für Grundtechnologie (engl. School of Engineering Science)

## Bekannte Einrichtungen und Wissenschaftler
Die Nobelpreisträger Hideki Yukawa und Akira Yoshino erhielten ihre Doktortitel an der Universität Osaka. Zu den Alumni zählen auch Empfänger des Crafoord-Preises, des Wolf-Preises, des Albert-Lasker-Preises und des Robert-Koch-Preises.
Die Universität ist unter anderem bekannt für ihr Immunologie Forschungszentrum. Dort lehrt Shizuo Akira, der als weltweit meist-zitierter Wissenschaftler gilt.
Weltweit angesehen ist auch die Roboterforschung die u. a. durch Hiroshi Ishiguro (bekannt durch seinen Roboter-Doppelgänger) und Minoru Asada (Mitbegründer des RoboCup) vertreten wird.

Abschlusserwerb
- Hideki Yukawa, Nobelpreis für Physik 1949
- Akira Yoshino, Nobelpreis für Chemie 2019
- Tadamitsu Kishimoto, Crafoord-Preis 2009
- Toshio Hirano, Crafoord-Preis 2009
- Osamu Hayaishi, Wolf-Preis Medizin 1986
- Hidesaburo Hanafusa, Albert Lasker Basic Medical Research Award 1982
- Shizuo Akira, Robert-Koch-Preis 2004
- Hiroshi Ishiguro, Roboterwissenschaftler
- Akio Morita, Gründer von Sony

Studenten im Grundstudium
- Kenichi Fukui, Nobelpreis für Chemie 1981

Professor
- Yoichiro Nambu, Nobelpreis für Physik 2008
- Tasuku Honjo, Nobelpreis für Physiologie oder Medizin 2018